# Élections municipales québécoises de 1987
Les élections municipales québécoises de 1987 sont les scrutins tenus le 1er novembre 1987 dans certaines municipalités du Québec. Elles permettent de déterminer les maires et/ou les conseillers de ces municipalités.
Les élections ont notamment lieu à Gatineau.